# Die Schwanenprinzessin
Die Schwanenprinzessin (Originaltitel: The Swan Princess) ist ein US-amerikanischer Zeichentrickfilm aus dem Jahr 1994, der auf Pjotr Iljitsch Tschaikowskis Ballett Schwanensee (Uraufführung 1877) beruht. Er handelt von der Prinzessin Odette, die von dem bösen Zauberer Rothbart in einen Schwan verwandelt wird und sich nur bei Mondschein in einen Menschen zurückverwandeln kann.
Der Film wurde mit Die Schwanenprinzessin und das Geheimnis des Schlosses (1997), Die Schwanenprinzessin und das verzauberte Königreich (1998), Weihnachten mit der Schwanenprinzessin (2012), Die Schwanenprinzessin und die fabelhafte Königsfamilie (2014), Die Schwanenprinzessin - Heute Pirat, morgen Prinzessin (2016) und Schwanenprinzessin: Blaublüter Undercover (2017) fortgesetzt. Er wurde 1995 für den Golden Globe Award für den Besten Song und für den Annie Award für den Besten Animationsfilm nominiert.

## Handlung
Die Prinzessin Odette, deren Vater König William über ein mächtiges Königreich herrscht, wird geboren. William und die Königin Ubertha aus einem anderen Königreich beschließen, später Odette und Uberthas Sohn Prinz Derek zu verheiraten, um die Königreiche zu vereinen.
Als Kinder können Odette und Derek sich nicht leiden, doch als Herangewachsene verlieben sie sich ineinander. Jedoch zweifelt Odette, ob Derek sie nicht nur wegen ihrer Schönheit liebt. Derweil werden Odette und ihr Vater während ihrer Heimfahrt mit der Kutsche vom Zauberer Rothbart überfallen, der in einen Drachen verwandelt Odette entführt. Rothbart wurde Jahre davor vom König verbannt, da dieser ihn stürzen wollte. Er hatte den König gedroht, dass er ihm all seinen Besitz nehmen werde, wenn er die Kraft besitzen werde. Er verwandelt Odette in einen Schwan.
Derek macht sich daraufhin auf die Suche nach Odette. Zum Schwanensee hingeführt, erfährt er, dass Odette ein Schwan ist und beschließt den Zauber zu brechen, indem er das Gelübde der Liebe eingeht. Doch dieser Plan scheint zu scheitern, als Rothbart Derek mit einer falschen Odette (seine Gehilfin Bridget) täuschen will und Odette daraufhin sterben soll. Odette wird im Kerker eingesperrt, aber von ihren Tierfreunden aus den Kerker befreit. Inzwischen ist die falsche Odette im Schloss von Derek angekommen. Odette kann nicht verhindern, dass Derek mit der Falschen das Gelübde eingeht. Anschließend verrät Rothbart Derek, dass er mit der Falschen das Gelübde eingegangen ist. Odette fliegt wieder zurück zum Schwanensee und stirbt in Dereks Armen. Es kommt schließlich zum Kampf zwischen Derek und Rothbart. Dieser versucht wieder, Derek in Form eines Drachen zu beseitigen, doch wird er von dem Pfeil eines Freundes Dereks getötet. Odette erwacht wieder zum Leben und beide heiraten schließlich. Sie nehmen das Schloss am Schwanensee als Wohnsitz, das einst Rothbart bewohnt hatte.

## Produktion und Veröffentlichung
Der Film wurde 1994 unter der Regie von Richard Rich durch die Firmen Nest Family Entertainment und Rich Animation Studios produziert. Die Musik komponierte Lex de Azevedo und Drehbuchautoren waren Richard Rich und Brian Nissen.
Am 18. November 1994 kam der Film in die amerikanischen Kinos. 1995 folgten Premieren in Europa, Ostasien und Argentinien. Deutschlandpremiere war am 1. Februar 1996. Turner Home Entertainment veröffentlichte den Film 1995 weltweit auf VHS, weitere Veröffentlichungen in den USA folgten bei New Line Home Video und später noch einmal bei Columbia TriStar Home Video.

## Synchronisation
| Rolle             | englischer Sprecher                      | deutscher Sprecher                        |
| ----------------- | ---------------------------------------- | ----------------------------------------- |
| Lord Rothbart     | Jack Palance, Lex de Azevedo (Gesang)    | Helmut Krauss, Friedemann Benner (Gesang) |
| Prinz Derek       | Howard McGillin                          | Cusch Jung                                |
| Prinzessin Odette | Michelle Nicastro, Liz Callaway (Gesang) | Maud Ackermann, Jana Werner (Gesang)      |
| Jean-Bob          | John Cleese                              | Michael Pan                               |
| Flitzer           | Steven Wright                            | Wolfgang Kühne                            |
| Puffin            | Steve Vinovich                           | Eberhard Prüter                           |
| König William     | Dakin Matthews                           | Wolfgang Ostberg                          |
| Königin Uberta    | Sandy Duncan                             | Inken Sommer                              |
| Lord Rogers       | Mark Harelik                             | Gerry Wolff                               |
| Hexe              | Bess Hopper                              | unbekannt                                 |
| Bromley           | Joel McKinnon Miller                     | Björn Schalla                             |
| Chamberlain       | James Arrington, Davis Gaines (Gesang)   | Heinz Rennhack                            |